# Bahnhofaffären
Bahnhofaffären är ett svenskt rättsfall som inleddes 10 mars 2005 när polisen och kronofogdemyndigheten efter ett domslut baserat på uppgifter från Antipiratbyrån gjorde en husrannsakan mot internetleverantören Bahnhof på grund av förmodat spridande av upphovsrättsskyddat material. Förutom Antipiratbyrån låg STIM och skivbolagen Universal Music, EMI och Sony Music bakom anmälan. Tillslaget rönte stor massmedial uppmärksamhet. Bahnhof polisanmälde Antipiratbyrån då de fann att Antipiratbyrån själva planterat bevis i de aktuella servrarna och använt sig av en infiltratör som "styrt" de aktuella servrarna och själv laddat upp 68 000 filer med upphovsrättsskyddat material.
Åtalet mot Bahnhof lades ned i oktober 2005 i samband med en uppgörelse mellan Bahnhof och Antipiratbyrån. Även Bahnhof drog tillbaka sin anmälan.